# ピメントチーズ
ピメントチーズ（英: pimento cheese）とはアメリカ南部料理の一つで、チーズ、マヨネーズ、ピメント（辛くない唐辛子の一種）から作られるスプレッドもしくはレリッシュ。パン、クラッカーや野菜に添えたりサンドイッチに挟んで食べる。ピメントチーズ・サンドイッチはプロゴルフのマスターズ・トーナメントの名物である。

## 概要
20世紀初頭のアメリカ北部において、比較的新しい食材だったクリームチーズとスペイン産のピメントを合わせるレシピが生まれ、1910年頃には工業的に生産されて全米に広まった。当初は高級な食品だったが、1915年に安価なプロセスチーズが登場し、同時期にアメリカ南部でピメントが生産されるようになったことで一般化していった。第二次世界大戦後には全国的な人気が衰える一方で、アメリカ南部において自家製のピメントチーズが家庭料理として定着し、「南部のパテ」「カロライナ・キャビア」「南部のキャビア」と呼ばれるようになった。
基本的なレシピでは材料は多くない。シャープな（熟成の進んだ）チェダーチーズ、もしくはプロセスチーズ（ヴェルヴィータやアメリカンチーズ）をマヨネーズと混ぜ、刻んだピメントと合わせて塩とコショウで味付けする。滑らかなものもあれば食材の形が残ったものもある。それ以外に一般的な材料としてはクリームチーズ、タマネギ、ニンニク、モントレージャックなどがあり、場合によってはディル・ピクルス、ウスターソース、ハラペーニョ、パプリカ、ホットソース、カイエンペッパーなども加えられる。
食べ方としてはスプレッドとしてクラッカーやパンに塗るのが一般的だが、グリッツに加えたり、ベイクドポテトにかけたり、ハンバーガーやホットドッグに塗る、トルティーヤ・チップスに載せる、セロリやトマトの詰め物にする、デビルドエッグを作るとき黄身に混ぜるなどがある。より近年には、マカロニ・アンド・チーズ、チーズケーキ、巻き寿司とするような新奇な用法もある。ピメントチーズ・サンドイッチは手軽で安価な昼食になるが、前菜としてつまんだり（耳を切り落とし、三角形に切ってクレソンを添える）丸めてスライスしたものを爪楊枝で止めたりすることもある。
フィリピンでもチーズ・ピメントという名で広く軽食とされる。
ピメントチーズ・サンドイッチはプロゴルフのマスターズ・トーナメントで伝統的な名物料理とされる。マスターズの会場オーガスタ・ナショナル・ゴルフクラブに食品を納入していたニック・ランゴスが1950年代に作ったレシピは40年以上にわたってファンに愛された。1998年にランゴスに替わってオーガスタと契約した業者は研究の末にレシピを再現した。しかし、2013年に業者が再び入れ替わるとピメントチーズ・サンドイッチの味が著しく変わってしまい、小さい論争が引き起こされた。
日本においては雪印が黎明期の昭和4年に瓶入りスプレッドタイプのピメントチーズを発売しているが、技術的問題により1年で販売停止した。その後ピメント入りプロセスチーズも発売したことがある。

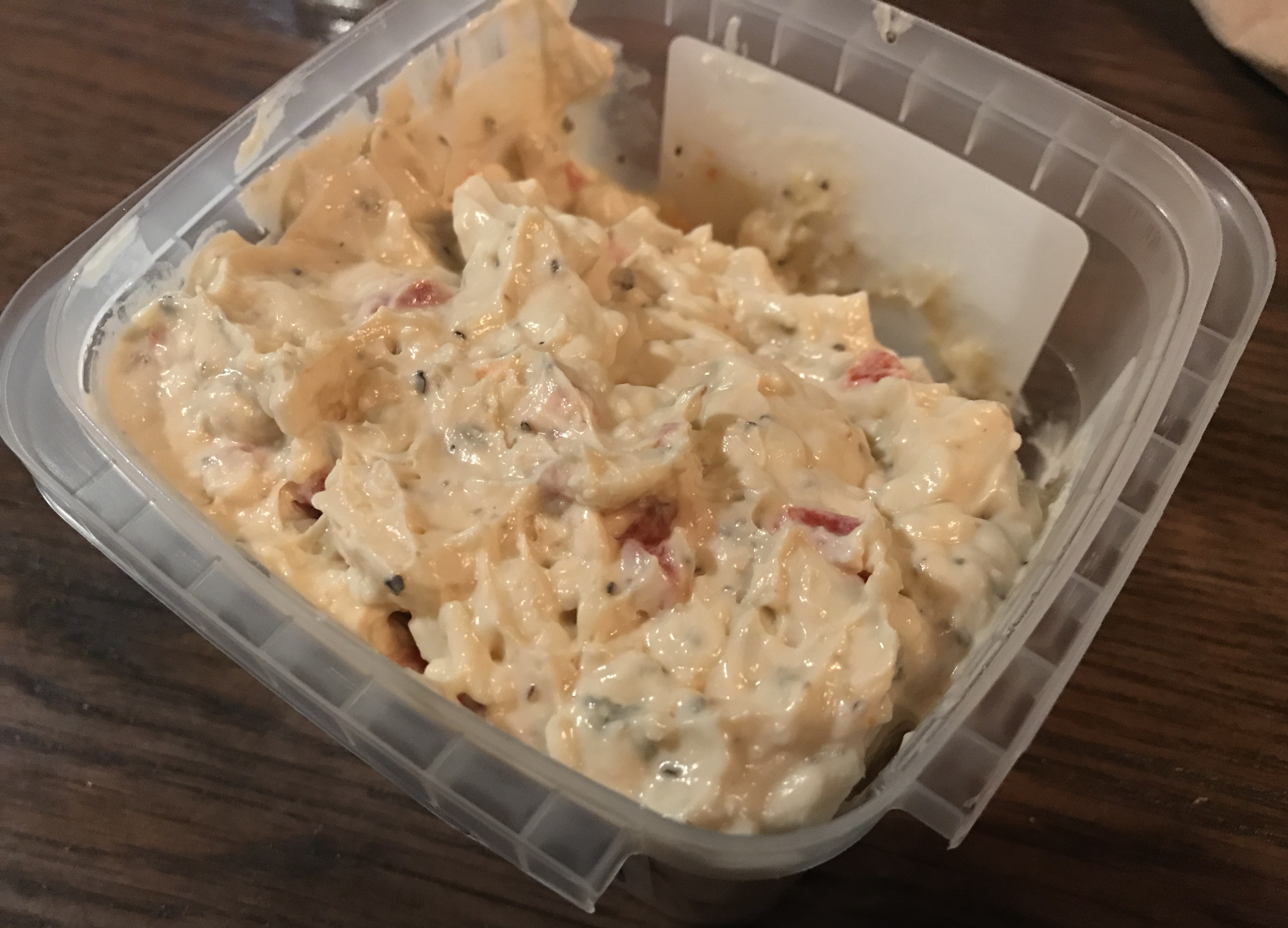
市販のピメントチーズ。
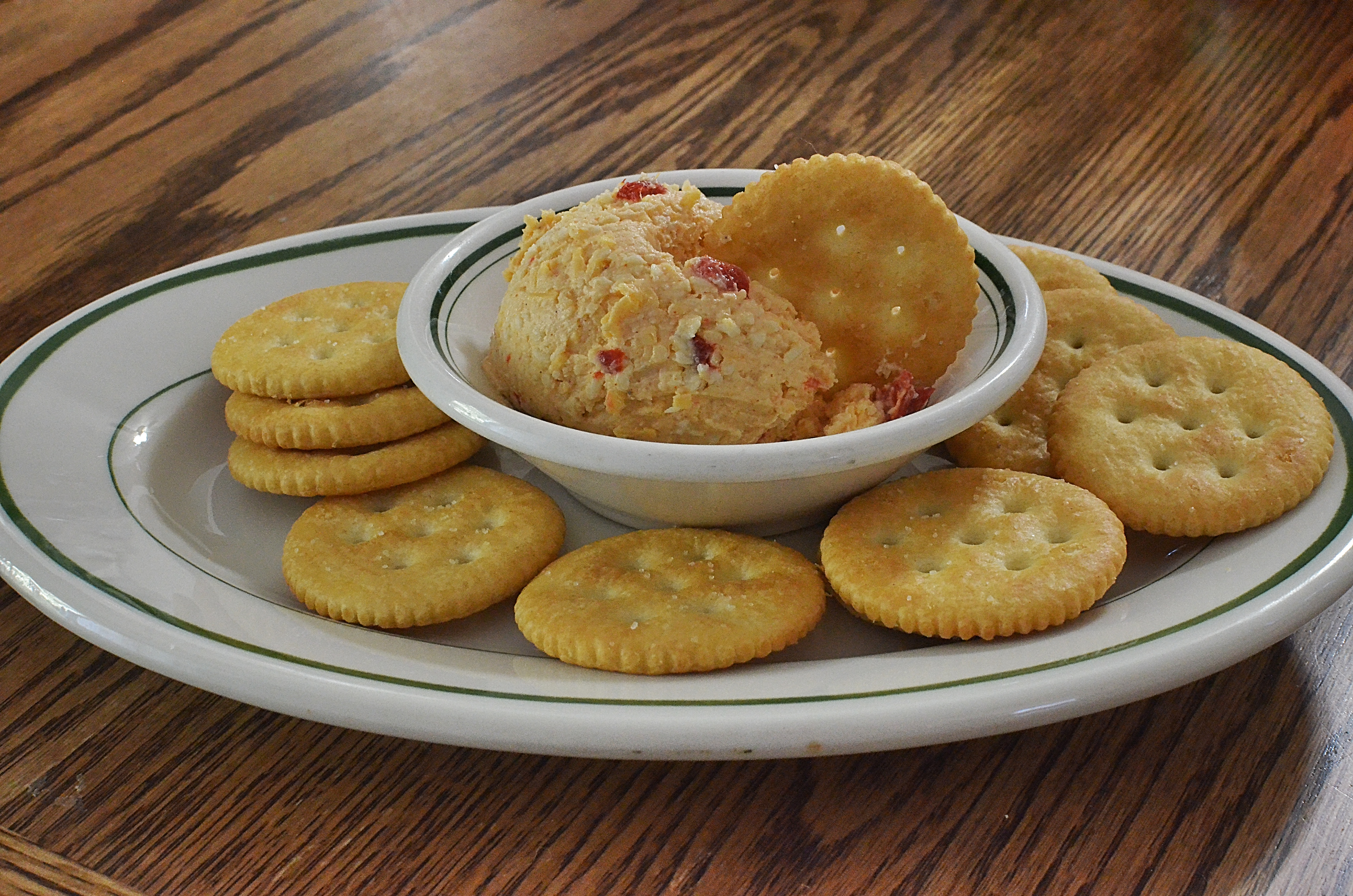
手製のピメントチーズとクラッカー。

## 大衆文化での描写
テレビドラマ『ベター・コール・ソウル』第1シーズン第9エピソードのタイトル「ピメント」は、裏家業の掃除屋マイク・エルマントラウトがボディーガードの仕事を受けたにもかかわらず、武器を持たずピメントチーズ・サンドイッチだけを持って現れたことに由来する。エルマントラウトはピメントを「南部のキャビア」と呼ぶが、エピソードのライターであるトーマス・シュナウツが認めたところによればその出典はWikipediaである。同シリーズのスピンオフ元である『ブレイキング・バッド』でも、エピソード "Cornered"（邦題「それぞれの不安」）において、張り込み中のエルマントラウトが仲間のジェシー・ピンクマンにピメントチーズ・サンドイッチを勧める。